# Rhododendron praestans
Rhododendron praestans är en ljungväxtart som beskrevs av Isaac Bayley Balfour och W.W. Sm. Rhododendron praestans ingår i släktet rododendron, och familjen ljungväxter. Inga underarter finns listade i Catalogue of Life.
I varje blomställning ingår 10 till 25 vita blommor. Blommorna kan ha nära basen inslag av rosa och röda punkter. Arten kan uthärda kalt väder med minimala temperaturer av -18 °C.
Arten förekommer i Kina i provinserna Xizang och Yunnan. Den växer i bergstrakter mellan 3100 och 4200 meter över havet. Rhododendron praestans är utformad som en buske som ingår i undervegetationen i blandskogar och barrskogar.
För beståndet är inga hot kända och Rhododendron praestans är vanligt förekommande. IUCN listar arten som livskraftig (LC).